# Cour d'appel de Messine
La Cour d'appel de Messine est une des 26 cours d'appel italiennes, une des quatre dans la région de la Sicile.
Son ressort (distretto) comprend les tribunaux (tribunali ordinari) de Barcellona Pozzo di Gotto, Messine et Patti, ainsi que 10 sièges des juges de paix (Giudici di pace).

## Compétence territoriale
Les ressorts sont mis à jour selon la Loi 27 février 2015 no 11.

## Tribunale di Barcellona Pozzo di Gotto
- Tribunale, sede centrale (siège principal): Barcellona Pozzo di Gotto, Basicò, Castroreale, Condrò, Fondachelli-Fantina, Furnari, Gualtieri Sicaminò, Merì, Mazzarrà  Sant'Andrea, Milazzo, Monforte San Giorgio, Montalbano Elicona, Novara di Sicilia, Pace del Mela, Rodì Milici, San Filippo del Mela, San Pier Niceto, Santa Lucia del Mela, Terme Vigliatore, Tripi
- Tribunale, sezione distaccata (chambre détachée) di Lipari[2]: Leni, Lipari, Malfa, Santa Marina Salina

### Giudice di pace di Barcellona Pozzo di Gotto
Barcellona Pozzo di Gotto, Basicò, Castroreale, Condrò, Gualtieri Sicaminò, Merì, Milazzo, Monforte San Giorgio, Montalbano Elicona, Pace del Mela, Rodì Milici, San Filippo del Mela, San Pier Niceto, Santa Lucia del Mela, Terme Vigliatore

### Giudice di pace di Lipari
Leni, Lipari, Malfa, Santa Marina Salina

### Giudice di pace di Novara di Sicilia
Fondachelli-Fantina, Furnari, Mazzarrà  Sant'Andrea, Novara di Sicilia, Tripi

## Tribunale di Messina

### Giudice di pace di Francavilla di Sicilia
Francavilla di Sicilia, Gaggi, Malvagna, Mojo Alcantara, Motta Camastra, Roccella Valdemone, Santa Domenica Vittoria

### Giudice di pace di Messina
Alì, Alì    Terme, Antillo, Casalvecchio Siculo, Castelmola, Fiumedinisi, Forza d'Agrò, Furci Siculo, Gallodoro, Giardini-Naxos, Graniti, Itala, Letojanni, Limina, Mandanici, Messine, Mongiuffi Melia, Nizza di Sicilia, Pagliara, Roccafiorita, Roccalumera, Roccavaldina, Rometta, Saponara, Santa Teresa di Riva, Sant'Alessio Siculo, Savoca, Scaletta Zanclea, Spadafora, Taormine, Torregrotta, Valdina, Venetico, Villafranca Tirrena

## Tribunale di Patti

### Giudice di pace di Mistretta
Caronia, Castel di Lucio, Mistretta, Motta d'Affermo, Pettineo, Reitano, Santo Stefano di Camastra, Tusa

### Giudice di pace di Naso
Capo d'Orlando, Capri Leone, Frazzanò, Mirto, Naso, San Salvatore di Fitalia

### Giudice di pace di Patti
Acquedolci, Alcara Li Fusi, Falcone, Gioiosa Marea, Librizzi, Montagnareale, Militello Rosmarino, Oliveri, Patti, Raccuja, San Fratello, San Marco d'Alunzio, San Piero Patti, Sant'Agata di Militello, Torrenova

### Giudice di pace di Santangelo di Brolo
Brolo, Ficarra, Piraino, Sant'Angelo di Brolo, Sinagra

### Giudice di pace di Tortorici
Castell'Umberto, Floresta, Galati Mamertino, Longi, Tortorici, Ucria

## Autres organes juridictionnels compétents pour le ressort

### Chambres spécialisées
- Corte d'assise (cour d’assises) : Messine
- Corte d'assise d’appello (cour d'assises d'appel) :  Messine
- Sezione specializzata in materia di impresa (chambre pour les entreprises) auprès du Tribunal et de la Cour d’appel de Catane
- Tribunale regionale delle acque pubbliche (eaux publiques) : Palerme

### Justice pour les mineurs
- Tribunale per i minorenni (Tribunal pour mineurs): Messine
- Cour d’appel de Messine, sezione per i minorenni (chambre pour les  mineurs)

### Surveillance
Organes juridictionnels pour l’exécution et le contrôle de la peine 
- Magistrato di sorveglianza :  Messine
- Tribunale di sorveglianza : Messine

### Justice fiscale
- première instance : Commissione tributaria provinciale (CTP): Messine
- appel : Commissione tributaria regionale (CTR) de la Sicile, chambre détachée de Messine

### Justice militaire
- Tribunale militare : Naples
- Corte d’appello militare :  Rome

### Justice des comptes publics
- Corte dei conti[3] :
  - première instance : Sezione giurisdizionale (chambre juridctionnelle), Sezione di controllo (chambre de contrôle), Procura regionale (ministère public) auprès de la Chambre juridctionnelle pour la Région de la Sicile – Palerme
  - appel : Sezione giurisdizionale d’appello (chambre d’appel), Procura generale d’appello (procureur général) – Palerme
  - Chambres réunies - Palerme

### Justice administrative
- Tribunale amministrativo regionale (tribunal administratif régional) pour la Sicile, Chambre détachée de Catane[4]
- Consiglio di giustizia amministrativa per la Regione siciliana (Cour administrative d'appel pour la Sicile) (Palerme)[5]

### Usi civici
Organe statuant sur les propriétés collectives et les droits d’usage
- Commissariato per la liquidazione degli usi civici de la Sicile : Palerme